# Kobroor
Kobroor (in indonesiano: Pulau Kobroor) è un'isola dell'Indonesia, situata nel Mar degli Alfuri, appartenente all'arcipelago delle Isole Aru. Amministrativamente fa parte della provincia di Maluku.
Ha una superficie di 1723 km². Le altre isole principali dell'arcipelago sono: Tanahbesar (chiamata anche Wokam), Trangan, Kola e Maikoor.